# Sesto Campano
Sesto Campano község (comune) Olaszország Molise régiójában, Isernia megyében.

## Fekvése
A megye délnyugati részén fekszik. Határai: Ciorlano, Mignano Monte Lungo, Pratella, Presenzano  és Venafro. A Volturno folyó völgyében fekszik, Molise és Campania régiók déli határán.

## Története
A település nevének eredetére két magyarázat létezik. Az egyik szerint Sextus Aulienus, Venafrum prefektusa a névadó, míg a másik szerint Sextus Pulfennius, Pannonia helytartója. A longobárd időkben grófi székhely volt. A 19. században nyerte el önállóságát, amikor a Nápolyi Királyságban felszámolták a feudalizmust. Előbb a Terra di Lavoro része volt, majd 1861-től Moliséhez csatolták.

## Népessége
A népesség számának alakulása

## Főbb látnivalói
- Sant’Eustachio-templom
- Santa Maria di Loreto-templom